# Pülosz

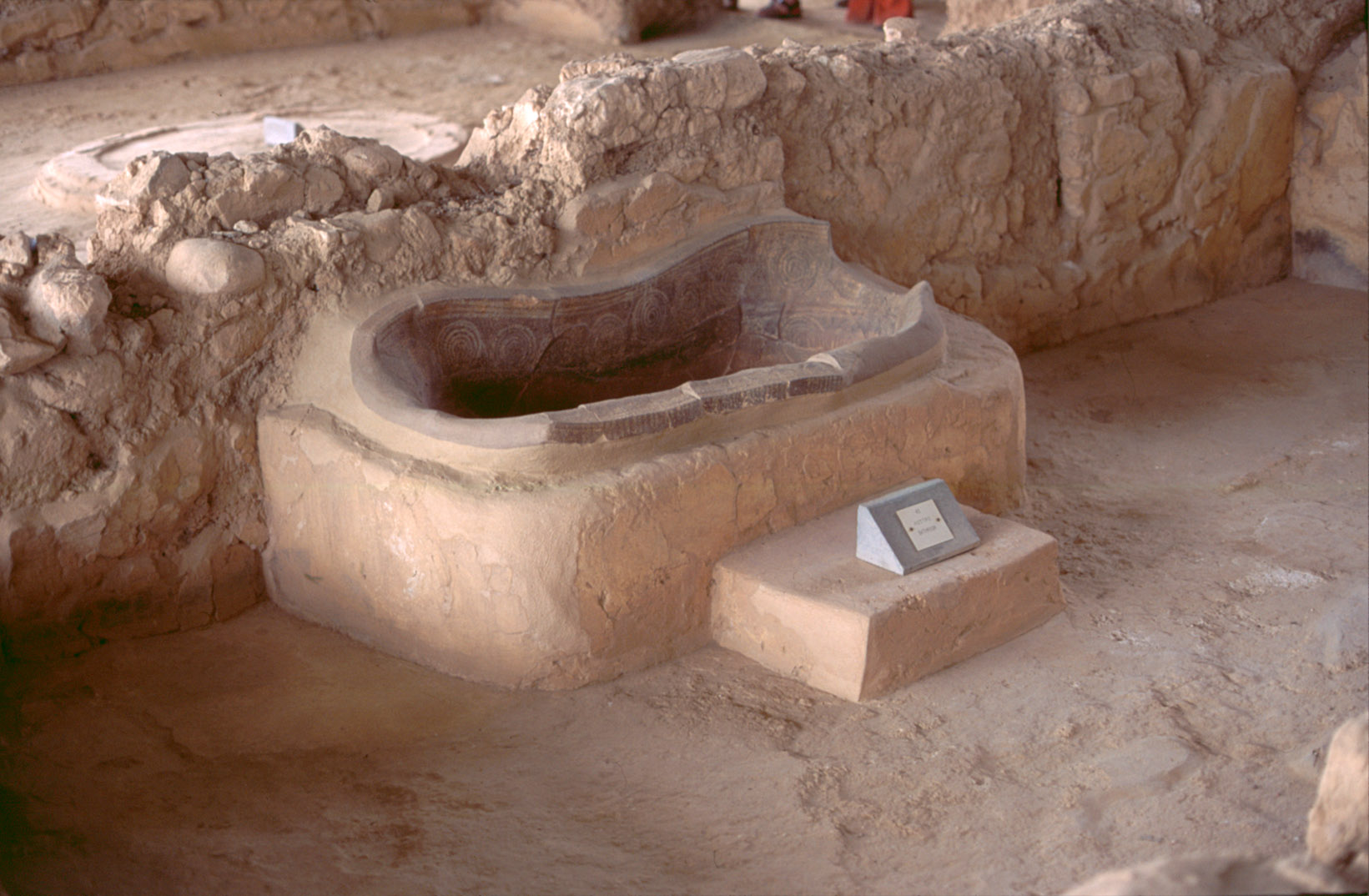
Egy fürdőkád a püloszi palotában

Pülosz (görögül: Πύλος, olaszul: Navarino) a mükénéi kultúra egyik fontos lelőhelye.
Görögország délnyugati részén, a Navarinói-öböltől északra fekvő romváros. A modern város az öböl déli részén fekszik. 1939 óta folynak ásatások, melyek során feltárták a palotát. Carl Blegen a palotát a Homérosz által is leírt Nesztór palotájával azonosította. E palota hatalmas, többemeletes épületegyüttes volt, Kr. e. 13. században épült, Kr. e. 1200 körül a mükénéi kultúra többi városával együtt lerombolták. Központi része a freskókkal gazdagon díszített megaron, melyből gazdasági helyiségekbe, várószobákba, királyi és királynői hálószobákba vezettek folyosók. A palotát sok kisebb épület is körülvette: gyűléshelyek, raktárak, templomok, kézművesek műhelyei. Gazdag elefántcsont- és ezüst leletanyag került elő. Több ezer írásos tábla is előkerült, ezek segítségével fejtették meg a lineáris B írást, s igazolták, hogy a mükénéi kultúra népe az első bevándorolt görög törzsek közül került ki.